# Telok Ayer (MRT Singapur)

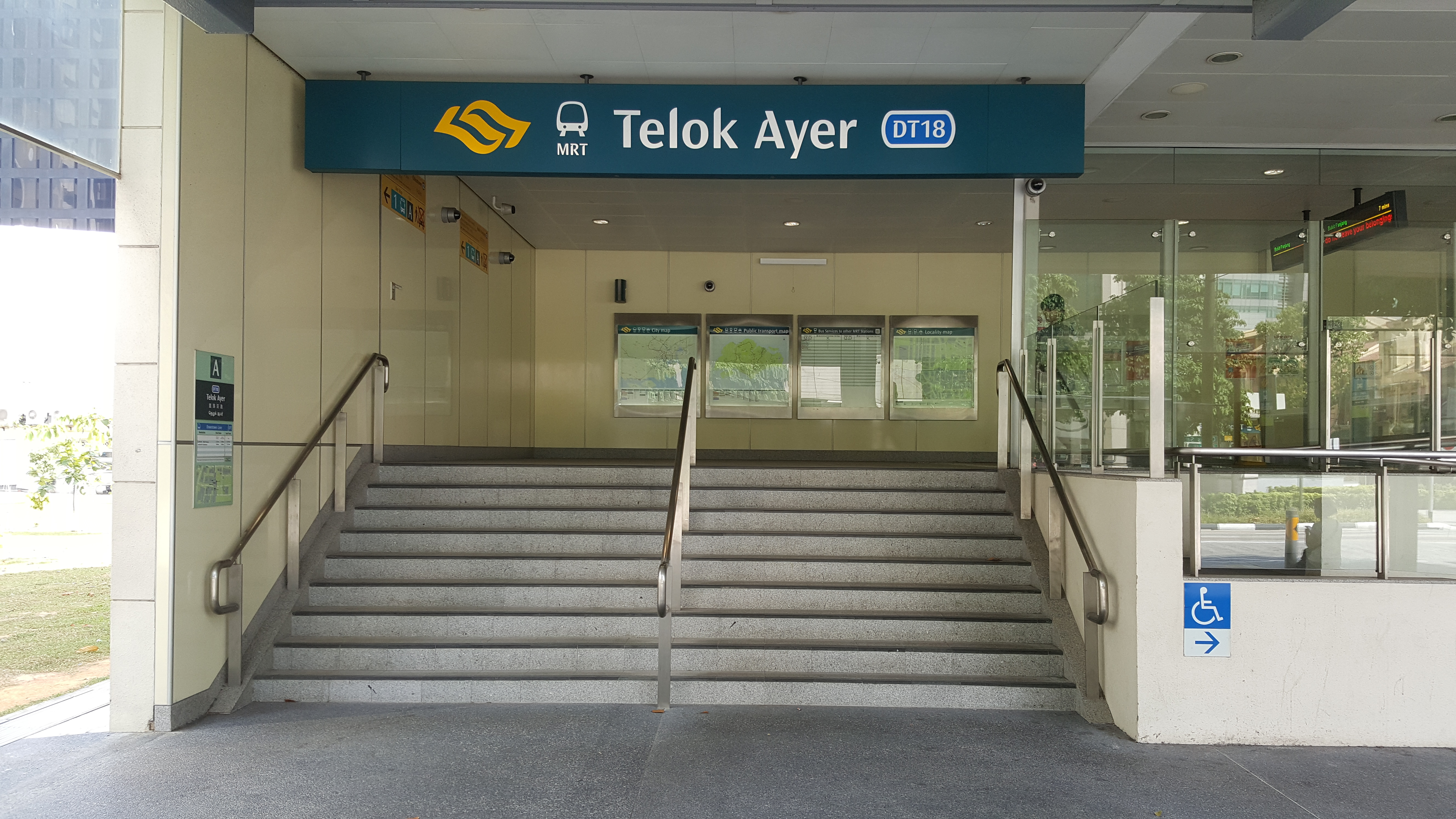
Telok Ayer MRT Station

Die Telok Ayer MRT Station ist eine unterirdische MRT-Station der Downtown Line in Singapur.
Die Chinatown und die Raffles Place sowie der berühmte Lau Pa Sat sind fußläufig erreichbar.

## Geschichte
In den frühen Phasen der geplanten Circle Line sollte die Circle Line Extension in Chinatown enden. Am 12. Januar 2010 wurde die Station Cross Street später in Telok Ayer umbenannt, um das reiche Erbe zu ehren. Cross Street stand auch unter den wichtigsten Vorschlägen für Telok Ayer.

## Kunstwerke
Die Station verfügt über Kunstwerke an Wänden, Böden und Säulen der Station, die von Lim Shing Ee mit dem Titel „Bulbous Abode“ erstellt wurden. Das Kunstwerk zeigt eine skurrile Traumlandschaft aus großen Felsen, die antike Monumente darstellt und an den Hintergrund der chinesischen Einwanderer erinnert. Das Kunstwerk ist auf CeramicSteel-Architekturplatten von PolyVision geätzt. Kazunori Takeishi war Lim Shing Ees Partner in diesem Projekt.

## Ausgänge
- A: Far East Bank Building
- B: China Square Food Centre, Capital Square
- C: Cross Street